# I volti della vendetta
I volti della vendetta (Bad Blood) é un film statunitense del 1994 diretto da Tibor Takács.

## Trama
L'ex detective della polizia Travis Blackstone uscito di prigione dopo pochi anni per aver coperto suo fratello Franklin distruggendo le prove della sua colpevolezza, adesso lavora come meccanico in un'officina. E la sua ex fidanzata Rhonda adesso che è fidanzata di Franklin, lo informa che Franklin è nel mirino di alcuni criminali che vogliono 5 milioni di dollari altrimenti lo uccideranno.